# Zingiber chengii
Zingiber chengii là một loài thực vật có hoa trong họ Gừng. Loài này được Yen-Hsueh Tseng, Chiu-Mei Wang và Yuan-Chien Lin miêu tả khoa học đầu tiên năm 2020. Tên gọi trong tiếng Trung là 狹葉薑 (hiệp diệp khương), nghĩa là gừng lá hẹp.

## Mẫu định danh
Mẫu định danh: Yen Hsueh Tseng 5614 thu thập ngày 23 tháng 5 năm 2014 ở cao độ khoảng 320 m tại hương Tiêm Thạch, huyện Tân Trúc, Đài Loan. Holotype lưu giữ tại Đại học quốc lập Trung Hưng ở Đài Trung (TCF).

## Từ nguyên
Tính từ định danh chengii là để vinh danh ông Trịnh Nguyên Xuân (鄭元春, Yuen-Chun Cheng), người đầu tiên phát hiện ra loài này.

## Phân bố
Loài này là đặc hữu Đài Loan. Môi trường sống là các khu vực ẩm ướt của rừng mây thuộc vùng rừng Machilus - Castanopsis ở cao độ 530 m, chỉ được tìm thấy trên các vách đá bên bờ suối Du Khê (油羅溪) chảy qua các hương Hoành Sơn và Tiêm Thạch thuộc huyện Tân Trúc ở phía tây bắc Đài Loan. Các loài đồng hành phổ biến là Arundo formosana, Sedum actinocarpum, Rhaphidophora hongkongensis, Pothos chinensis, Pilea plataniflora và Pyrrosia lingua. Đôi khi, Z. kawagoii cũng được tìm thấy ở gần; tuy nhiên, không có cá thể lai ghép tiềm năng nào được quan sát thấy.

## Phân loại
Z. chengii được xếp trong tổ Cryptanthium.

## Mô tả
Cây thảo thân rễ sống lâu năm, lá sớm rụng, cao 40–70 cm. Thân rễ mập, chắc, kiểu gốc ghép, phân nhánh dày đặc, đường kính 0,8–1,4 cm, bề mặt màu nâu, tâm màu vàng sáng; củ rễ thon búp măng, xa thân rễ, ~3,8 × 1,2 cm, bề mặt màu xanh lục ánh nâu. Chồi lá mọc thẳng đứng, 1-16 chồi mỗi cây, tạo thành các cụm dày dặc, tỏa rộng, mỗi chồi gồm 11–15 lá phát triển tốt khi ra hoa. Lá sớm rụng, đơn, xếp thành 2 dãy; lưỡi bẹ dài ~2 mm, 2 thùy, dạng màng, màu xanh lục nhạt, có tai; cuống lá dài 2−3 mm, hợp sinh với phiến lá bằng một gối; phiến lá thẳng-hình mác tới hình mác, 9−15 × 1,5−2,5 cm, tỷ lệ dài: rộng 5,1−6,6, mặt gần trục màu xanh lục, nhẵn nhụi, mặt xa trục màu xanh lục nhạt, có lông tơ dọc theo gân giữa, đáy hình nêm tù, đỉnh nhọn thon, mép nguyên, gợn sóng dễ thấy, dạng giấy. Cành hoa bông thóc 1–2 mỗi cây, sinh ra từ thân rễ; cuống cụm hoa dài 2,5–6,2 cm, mọc thẳng lên, nhẵn nhụi; cành hoa bông thóc thuôn dài hẹp, ~10,5–12,5 × 2–3 cm, mỗi cành 1–3 hoa; lá bắc sinh sản màu xanh lục ánh vàng, 1 hoa, hình mác, 2,5–3 × 0,6–0,8 cm, thường có ánh đỏ, thường cuốn trong ở cả hai bên, đỉnh nhọn tới thon nhỏ dần; lá bắc con hình mác, 1,8–2,8 × 0,6–0,8 cm, màu xanh lục trong mờ với ánh hơi đỏ, đỉnh nhọn. Hoa dài ~7–9 cm, thò ra ngoài nhiều so với lá bắc; đài hoa hình ống, dạng màng, dài ~7 mm, với đường chẻ một bên, trong mờ. Ống tràng hoa thanh mảnh, dài ~3,5 cm, màu trắng kem, nhẵn nhụi cả hai mặt; thùy tràng lưng hình mác, ~2,7 × 0,7 cm, màu tía, đỉnh nhọn thon; các thùy tràng bên hình mác, ~2,5 × 0,7 cm, màu tía, đỉnh nhọn thon; cánh môi hình trứng ngược rộng, ~3 × 2,5 cm, màu tía, đỉnh rộng đàu hoặc nguyên, ở đáy thưa các vệt màu trắng kem; nhị lép bên thuôn dài hẹp, ~2 × 0,5 cm, hợp sinh với cánh môi tại phần gốc ~1/3 đến 1/4 chiều dài, màu tía. Nhị 1; chỉ nhị ngắn; mô liên kết bao phấn màu trắng kem, phần phụ thuôn dài bao quanh vòi nhụy; mô vỏ bao phấn 2, dài ~1 cm, nứt dọc, phấn hoa màu vàng sáng; mào bao phấn hình mỏ, dài ~1,5 cm khi kéo dài, màu tía, đỉnh nguyên. Vòi nhụy hình chỉ, màu trắng, dài ~5,5 cm, kéo dài đến cuối mào bao phấn; đầu nhụy màu trắng, có lông rung. Bầu nhụy hình trụ, 3 ngăn, ~6 × 3 mm, màu xanh lục ánh vàng, nhẵn nhụi; tuyến trên bầu 2, hình nón hẹp, dài ~6 mm, màu vàng nhạt, đỉnh sắc nhọn. Quả nang hình trứng, nứt theo ngăn, ~1,5 × 1,3 cm, thường dài bằng lá bắc bền, vỏ quả ngoài màu kem ánh vàng hoặc đỏ cam bên trong. Hạt hình elipxoit, ~4 × 2 mm, được bao bọc trong áo hạt. Áo hạt màu trắng, có răng chẻ sâu ở đỉnh, bao bọc 1/3 chiều dài của hạt. Hạt phấn hoa hình elipxoit, 103,16–112,01 × 68,73–81,73 μm với tỷ lệ P/E 1,32–1,56, bề mặt không lỗ hở và với vân chạm trổ dạng sọc-xoắn. Ra hoa tháng 5-7, tạo quả tháng 7-9. Thời kỳ sinh trưởng và sinh sản từ tháng 3 đến tháng 9, khô héo từ tháng 9 đến tháng 11, và thời kỳ ngủ đông từ tháng 12 đến tháng 2 năm sau.